# Albert Gier
Albert Gier (* 1953 in Aachen) ist ein deutscher Romanist und Librettologe sowie Hochschullehrer.

## Leben und Wirken
Nach seinem Abitur am Aachener Kaiser-Karls-Gymnasium studierte Gier Romanistik, Germanistik und mittellateinische Philologie an der Rheinischen Friedrich-Wilhelms-Universität Bonn. Dort wurde er 1976 mit der Dissertation Der Sünder als Beispiel: zu Gestalt und Funktion hagiographischer Gebrauchstexte anhand der Theophiluslegende promoviert. 1984 habilitierte sich Gier an der Ruprecht-Karls-Universität Heidelberg, die ihn daraufhin als Professor für Romanische Philologie übernahm. Im Jahr 1987 wechselte Gier in gleicher Position an die Johann Wolfgang Goethe-Universität Frankfurt am Main, bevor er 1988 einem Ruf an die Otto-Friedrich-Universität Bamberg folgte, wo er bis zu seiner Emeritierung am 30. September 2016 als Professor für Romanische Literaturwissenschaften unter anderem mit den Schwerpunkten auf Opern- und Operettenlibretti und Musik in der Literatur tätig war.
An der Universität Bamberg gründete Gier 1994 das „Dokumentationszentrum für Librettoforschung“, das sich der Sammlung von Primär- und Sekundärliteratur auf dem gesamten Gebiet der Libretto-, Opern- u. Operettenforschung von den Anfängen bis zur Gegenwart mit den Länderschwerpunkten Italien und Frankreich und den Epochenschwerpunkten 17. und 18. Jahrhundert sowie dem zeitgenössischen Musiktheater widmet. Seit 2003 ist das Dokumentationszentrum auch Mitveranstalter der so genannten „Bamberger Vorträge zum (Musik-)Theater“.
Darüber hinaus gehört Albert Gier seit 1996 dem wissenschaftlichen Beirat der „Deutschen Rossini-Gesellschaft“ an und ist Mitglied und war erster Vorsitzender der „Deutschen Sullivan-Gesellschaft“. Neben seinen eigenen Monografien mit dem bisherigen Hauptwerk „Das Libretto“ ist er auch Herausgeber mehrerer Fachpublikationen und Autor zahlreicher Aufsätze und Rezensionen in verschiedenen Fachzeitschriften.

## Schriften (Auswahl)
- Der Sünder als Beispiel: zu Gestalt und Funktion hagiographischer Gebrauchstexte anhand der Theophiluslegende. Lang-Verlag, Frankfurt a. M. 1977; Dissertation, ISBN 3-261-02271-X
- Der Skeptiker im Gespräch mit dem Leser. Studien zum Werk von Anatole France und zu seiner Rezeption in der französischen Presse 1879–1905. Niemeyer-Verlag, Tübingen 1985, ISBN 3-484-55001-5
- Oper als Text. Romanistische Beiträge zur Libretto-Forschung (= Studia Romanica. Bd. 63). Carl Winter, Heidelberg 1986, ISBN 3-533-03728-2.
- Albert Gier, Gerold W. Gruber (Hrsg.): Musik und Literatur. Komparatistische Studien zur Strukturverwandtschaft (= Europäische Hochschulschriften. Bd. 127). Peter Lang, Frankfurt am u. a. 1997, ISBN 3-631-46879-2.
- Das Libretto : Theorie und Geschichte einer musikoliterarischen Gattung. Wissenschaftliche Buchgesellschaft, Darmstadt 1998, ISBN 3-534-12368-9
- Orientierung Romanistik: was sie kann, was sie will. Rowohlt-Taschenbuchverlag, Hamburg 2000, ISBN 3-499-55607-3
- Werkstattberichte. Theorie und Typologie des Argomento im italienischen Opernlibretto des Barock, Universitätspresse Bamberg 2012, ISBN 978-3-86309-084-5
- Albert Gier / Meinhard Saremba / Benedict Taylor (Hrsg.): SullivanPerspektiven:
  - Band 1: Arthur Sullivans Opern, Kantaten, Orchester- und Sakralmusik. Oldib-Verlag, Essen 2012, ISBN 978-3-939556-29-9;
  - Band 2: Arthur Sullivans Bühnenwerke, Oratorien, Schauspielmusik und Lieder. Oldib-Verlag, Essen 2014, ISBN 978-3-939556-42-8
- Wär’ es auch nichts als ein Augenblick. Poetik und Dramaturgie der komischen Operette. Universitätspresse Bamberg 2014, ISBN 978-3-86309-258-0